# ديك كروفورد
ديك كروفورد (بالإنجليزية: Dick Crawford)‏ هو سياسي أمريكي، ولد في 1934. حزبياً، نشط في الحزب الجمهوري.